# Beacon Hill (Washington)

Beacon Hill es un lugar designado por el censo ubicado en el condado de Cowlitz en el estado estadounidense de Washington. En el Censo de 2020 tenía una población de 2211 habitantes y una densidad poblacional de 720,20 habitantes por km². Hasta el año 2010, formaba parte del CDP de West Side Highway.

## Geografía
Beacon Hill se encuentra ubicado en las coordenadas 46°10′30″N 122°55′22″O / 46.17500, -122.92278.  Según la Oficina del Censo de los Estados Unidos,  tiene una superficie total de 3,07km², de la cual 2,98 km² corresponden a tierra firme y 0,09 km² a agua.